# Кандырин, Юрий Владимирович
Юрий Владимирович Кандырин  (род. 3 июля 1944 года, Москва) — советский специалист в области радиоприемных устройств. Доктор технических наук, профессор кафедры «Радиоприемных устройств» Московского энергетического института (МЭИ ТУ). Действительный член Международной Академии системных исследований.

## Биография
Юрий Владимирович Кандырин родился 3 июля 1944 года в городе Москве. В 1962 году окончил среднюю школу, после его поступил учиться на Радиотехнический факультет Московского энергетического института. В 1968 году закончил МЭИ с красным дипломом. Учился в аспирантуре на кафедре радиоприемных устройств. В 1975 году защитил кандидатскую диссертацию, получил ученую степень кандидата технических наук.
По окончании учебы остался работать в МЭИ. Работал последовательно на должностях: ассистент, старший преподаватель, доцент, с профессор (2003). В 1980—1981 годах стажировался в Дрезденском техническом университете, одновременно на общественных началах. Был деканом студентов университета из Советского Союза. С 1995 года был Вице-президентом Российской ассоциации «Эвристика». В 2004 году утвержден в ученом звании профессора и избран Действительным членом Российской Академии надежности, с 2006 года — действительный член Международной Академии системных исследований.
Юрий Владимирович Кандырин является автором около 280 научных работ, изданных в России и за рубежом), включая 14 учебных пособий и монографий. Под его научным руководством в МЭИ было подготовлено и защищено семь кандидатских диссертаций (Кошелев А. М. «Разработка методов структурирования и выбора вариантов в задачах автоматизированного конструирования радиоэлектронной аппаратуры»).
Область научных интересов: параметрическая стандартизация в РЭС, конструирование и технология радиоэлектронных систем, системы автоматического проектирования радиоэлектронных устройств, выбор аналогов схем по прототипам, экспертные нейронные системы в диагностике радиоэлектронных схем, многокритериальный выбор альтернатив в инженерном проектировании.
Юрий Владимирович в разное время работал председателем Совета НИРС РТФ (1967—1968), зам. председателя совета НИРС МЭИ (1968—1970), зам. декана факультета по работе в общежитии РТФ, зам. декана по повышению квалификации преподавателей. Был также членом ученого Совета РТФ, ученого Совета ИРЭ. С 2000 года — зам. зав кафедры радиоприемных устройств (РПУ) по конструкторскому направлению.

## Награды и звания
- Диплом Министерства Образования РФ за руководство научной работой студентов.
- Лауреат ВВЦ РФ.

## Труды
- Элементы конструкций радиоэлектронной и электронно-вычислительной аппаратуры. Ю. В. Кандырин,Ф. Н. Покровский,С. А. Сорокин; Под ред. Ю. В. Кандырина. М. : Изд-во МЭИ, 1993.
- Кандырин Ю. В. Многокритериальный анализ, выбор и структурирование вариантов в САПР. М.: Изд. МЭИ. 2013. — 320 с.
- Кандырин Ю. В. Многовариантное многокритериальное проектирование тонкопленочной резистивной сборки. М.: Изд — во МЭИ, 2005.
- Методы и модели многокритерального выбора вариантов в САПР/ Кандырин Ю. В. — М.: Изд — во МЭИ, 2004.
- Кандырин Ю. В., Сазонова Л. Т., Хватынец С. А. Автоматизированное проектирование конденсаторных тонкопленочных ИМС. М.: Изд — во МЭИ, 2006.